# Володимирська площа
Володи́мирська пло́ща — зникла площа Києва, що була розташована між сучасними вулицями Великою Васильківською, Володимиро-Либідською, Предславинською і Німецькою.

## Історія
До середини XIX століття біля Бессарабської площі була міська застава, далі пролягав незабрукований піщаний шлях, обабіч якого стояли одноповерхові будинки, де мешкали виселені в 30-х роках XIX століття із району Нової Печерської фортеці домовласники, в основному дрібні чиновники та відставні солдати.
В 1833 році на Велику Васильківську вулицю була переведена з Печерську церква князя Володимира. У 1869 році площа отримала назву Новостроєнська. Пізніше — Володимирська, від церкви князя Володимира.
В 1970 році на її місці у був побудований Палац «Україна».